# 大江新太郎
大江 新太郎（おおえ しんたろう、1879年10月26日 - 1935年6月17日）は日本の建築家。

## 概要
日光東照宮の修復を行ったことで知られる。日光廟大條繕に携わって以来、生涯にわたって日本の伝統建築を追求した。明治神宮造営、伊勢神宮造営などの主任技師として活躍するほか、東京帝国大学では庭園学を講義した。
1879年東京生まれ。京都府育ち。旧制三高を経て1904年（明治37年）東京帝国大学工科大学建築学科卒業。1905年（明治38年） 清国へ学術調査。
1907年（明治41年) 日光社寺大修繕工事監督嘱託（1926年まで）。その後栃木県技師。1913年（大正2年）神社奉祀調査会事務嘱託。1915年（大正4年）明治神宮造常局技師兼任（1926年まで）などを経て内務省技師（神社局）。この間、日光東照宮の修復や明治神宮の造営に関わった。1920年（大正9年）から東京帝国大学工学部講師嘱託。
l923年（大正12年）、臨時震災救護事務局事務官。皇典講究所工事顧問嘱託。
1926年（大正15年）、内務技師兼任。1929年（昭和4年）年、伊勢神宮御造営主任技師（1930年退官）
1935年（昭和10年）、56歳で逝去。墓所は青山霊園。 
子息の大江宏も建築家である。

## 代表作

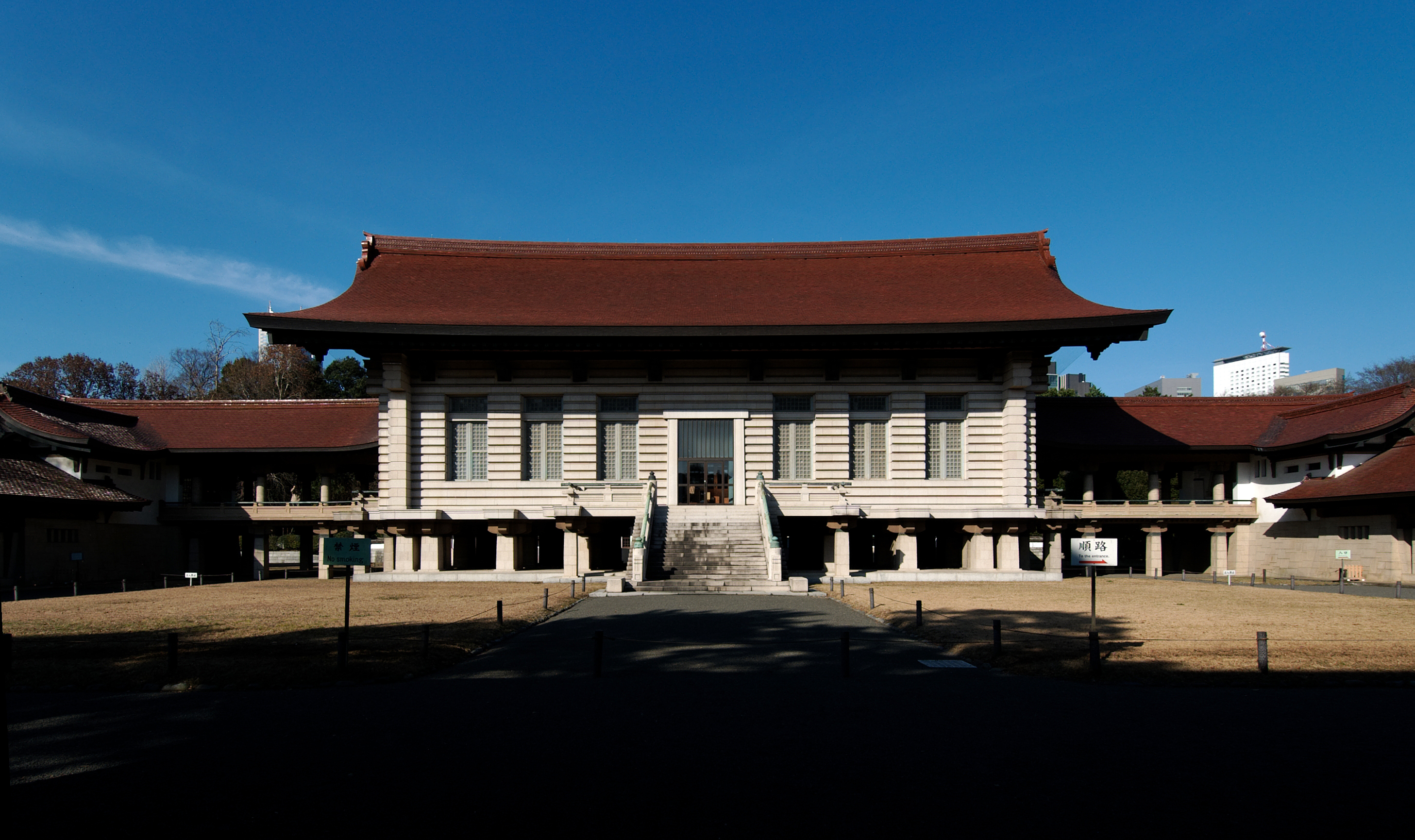
明治神宮宝物殿

※「大江新太郎君を弔ふ」『建築雑誌』1935.9月号(特集）による。年は竣工年。
| 名称                     | 種別           | 年                  | 状態                                               | 備考                                                                                       |
| ------------------------ | -------------- | ------------------- | -------------------------------------------------- | ------------------------------------------------------------------------------------------ |
| 日光東照宮，二荒山神社   | 大修繕         | 1916年（大正5年）   |                                                    |                                                                                            |
| 赤十字社宇都宮支部       | 新築           | 1911年（明治44年）  | 現存せず                                           |                                                                                            |
| 鈴鹿荘（川喜田半泥子邸） | 新築           | 1913年（大正2年）   | 部材を保管？                                       |                                                                                            |
| 中禅寺本堂               | 新築           | 1913年（大正2年）   |                                                    |                                                                                            |
| 久能山東照宮             | 大修繕         | 1915年（大正4年）   |                                                    |                                                                                            |
| 高野山霊宝館             | 新築           | 1921年（大正10年）  | 登録有形文化財                                     |                                                                                            |
| 明治神宮社殿             | 新築           | 1920年（大正9年）   |                                                    | 伊東忠太、安藤時蔵と共作                                                                   |
| 明治神宮宝物殿           | 新築           | 1921年（大正10年）  | 重要文化財                                         |                                                                                            |
| 住吉大社                 | 境内整理       | 1919年（大正8年）   |                                                    |                                                                                            |
| 武田神社                 | 新築           | 1920年（大正10年）  |                                                    | 伊藤忠太と連名                                                                             |
| 松島五大堂               | 改築           | 1922年（大正11年）  |                                                    |                                                                                            |
| 乃木神社 (那須塩原市)    | 改築           | 1922年（大正11年）  |                                                    |                                                                                            |
| 伊勢神宮                 | 第58回式年遷宮 | 1929年（昭和4年）   |                                                    |                                                                                            |
| 日光東照宮宝物館         | 新築           | 1923年（大正12年）  | 登録有形文化財                                     |                                                                                            |
| 湊川神社第一期工事       | 境内整理及新築 | 1923年（大正12年）  |                                                    |                                                                                            |
| 善徳寺 (足利市)鐘楼      | 新築           | 1923年（大正12年）  |                                                    |                                                                                            |
| 乃木神社 (東京都港区)    | 新築           | 1935年（昭和10年）  | 空襲焼失                                           |                                                                                            |
| 鳥崎商店                 | 新築           | 1924年（大正13年）  |                                                    | 栃木県烏山                                                                                 |
| 高野山納骨堂             | 新築           | 1924年（大正13年）  |                                                    |                                                                                            |
| 日前国懸神宮             | 改築           | 1926年（昭和元年）  |                                                    |                                                                                            |
| 池田氏邸                 | 新築           | 1925年（大正14年）  |                                                    |                                                                                            |
| 佐々木秀司氏邸           | 新築           | 1925年（大正14年）  |                                                    |                                                                                            |
| 日枝神社社務所           | 新築           | 1926年（昭和元年）  |                                                    |                                                                                            |
| 岩崎小弥太男爵邸         | 新築           | 1928年（昭和3年）   | 昭和20年に戦災で焼失。跡地に「国際文化会館」が建つ | 鳥居坂別邸：庭園は小川治兵衛。おもに三菱社の迎賓館となる                                   |
| 多賀大社                 | 境内整理その他 | 1932年（昭和7年）   |                                                    |                                                                                            |
| 千早神社                 | 新築           | 1928年（昭和3年）   |                                                    |                                                                                            |
| 宝生能楽堂               | 新築           | 1928年（昭和3年）   | 空襲焼失                                           |                                                                                            |
| 安田家同族共同墓地       | 新築           | 1930年（昭和5年）   |                                                    |                                                                                            |
| 明治神宮宝物殿脇休憩所   | 新築           | 1890年（昭和6年）   |                                                    |                                                                                            |
| 愛宕山神社社殿           | 新築           | 1931年（昭和6年）   |                                                    |                                                                                            |
| 園部潜氏邸               | 新築           | 1931年（昭和6年）   |                                                    |                                                                                            |
| 長尾欣也氏邸             | 増築           | 1928年（昭和3年）   | 東京都選定歴史的建造物                             | 清明亭（旧長尾欽弥邸）                                                                     |
| 神田神社社殿             | 新築           | 1935年（昭和10年）  |                                                    | （佐藤功一と連名）                                                                         |
| 厳島神社宝物館           | 新築           | 1933年（昭和8年）   | 登録有形文化財                                     |                                                                                            |
| 長尾欣也氏鎌倉別邸       | 新築           | 1934年（昭和9年）   | 鎌倉市に寄付される                                 | 扇湖山荘（旧長尾欽弥鎌倉別邸）：1階部分RC造・2階部分に高山の民家を移築、庭園は小川治兵衛。 |
| 醍醐寺寶聚院             | 新築           | 1935年（昭和10年）  |                                                    |                                                                                            |
| 四条男爵邸               | 新築           | 1935年（昭和10年）- |                                                    |                                                                                            |
| 大須宝生院文庫           | 新築           | 1935年（昭和10年）- | 焼失                                               |                                                                                            |

## 著作
- 「神宮の建築に就いて」『明治神宮』庭園協会編 嵩書房 1920
- 「作庭意匠」『アルス建築講座』4アルス 1925
- 『敷石・飛石・手水鉢』造園叢書7 雄山閣 1929
- 「日光東照宮廻廊・唐門地図版解説」『世界美術全集』21 平凡社 1929